# Бакулев, Леонид Серапионович
Леонид Серапионович Бакулев (17.08.1938, д. Щуково Слободского района Кировской области — 26.01.1989, Москва) — российский учёный, специалист по механизации овощеводства. Член-корреспондент ВАСХНИЛ (1988).
Окончил Московский институт механизации и электрификации сельского хозяйства (1962).
В 1962—1989 старший инженер, заведующий лабораторией, зав. отделом промышленных технологий НИИ овощного хозяйства НПО по овощеводству «Россия».
Участвовал в разработке машин для уборки лука, чеснока, помидоров, огурцов, моркови, арбузов, тыквы. Получил 27 авторских свидетельств на изобретения.
Автор книги «Производство овощей на промышленной основе» / Центр. правл. НТОСХ. — М., 1987. — 75 с.
Доктор технических наук (1984), член-корреспондент ВАСХНИЛ (1988).
Награждён орденом «Знак Почета», медалями «За доблестный труд. В ознаменование 100-летия со дня рождения Владимира Ильича Ленина», «Ветеран труда», пятью медалями ВДНХ СССР.